# Psychotria leonardiana
Psychotria leonardiana är en måreväxtart som beskrevs av Ernest Marie Antoine Petit. Psychotria leonardiana ingår i släktet Psychotria och familjen måreväxter. Inga underarter finns listade i Catalogue of Life.